# Sultanat bahmanide
1347–1518/1527
Entités précédentes :
- Sultanat de Delhi

Entités suivantes :
- Sultanats du Deccan 
 (Ahmadnâgar, Bîjâpur, Bîdâr, Berâr, Golkonda)

Le Sultanat bahmanide était un sultanat situé dans le Dekkan en Inde du Sud.
Le sultanat est fondé en 1347 par le gouverneur d’origine Turc Alâ ud-Dîn Bahman, révolté contre son suzerain le sultan de Delhi, Muhammad bin-Tughlûq. Ayant réussi à se libérer de l’emprise des sultans, il établit un État indépendant à Gulbargâ hors des provinces méridionales du sultanat de Delhi. La capitale de Bahmanî est Ahsanâbâd — parfois notée Hasanâbâd, aujourd’hui la ville de Gulbargâ — entre 1347 et environ 1425, puis elle est déplacée à Muhammadâbâd, aujourd’hui Bîdâr, la puissance du sultanat décroissant à partir de cette période. Les Bahmanî se disputent le contrôle du Dekkan avec le royaume hindou de Vijayanâgara situé sur leur frontière sud.
La noblesse musulmane du sultanat est divisée en deux factions antagonistes. Celle des Dakhanis, regroupant les descendants de marchands arabes installés au Deccan depuis le Xe siècle, les musulmans (turcs, afghans ou indiens) venus du nord lors de l’expansion du sultanat de Delhi, les Habshi (mamluk, esclaves abyssiniens) et les hindous convertis. La faction des "étrangers", Afaqis ou gharib, est composée d’immigrés arabes, turcs ou iraniens de la région du Golfe Persique ; ils s’établissent dans la région au début du XVe siècle à l’appel des sultans bahmanides pour occuper des postes d’administration civile ou militaire. Les derniers sont en majorité de confession chiite, de langue persane et constituent une élite, alors que les Dakhanis sunnites, qui parlent une dialecte ourdou, occupent des positions subalternes.
La rencontre de ces cultures différentes amène la naissance d’une civilisation dakhanie originale, marqué par le chiisme duodécimain importé mais largement ouverte à la culture hindoue. La littérature en langue dakhanie se développe, notamment grâce au mécénat des sultans bahmanides.
Le vizir Mahmûd Gâwân, savant, marchand et lettré iranien devient l’homme fort du sultanat en 1453 et 1481 et le porte à son apogée. Il réussit à repousser une offensive de Mahmûd Khaljî, sultan du Mâlvâ (1468), puis reprend Goa (1470), ce qui lui vaut d’être célébré comme un héros. Il réforme ensuite l’administration en vue d’affaiblir le pouvoir des gouverneurs. Certaines régions sont placées sous son autorité directe. Tous les militaires sont payés en partie en monnaie et pour le reste par l’iqtâ. Son administration réussit à maintenir l’équilibre entre les factions. Il est exécuté à l’instigation des Dakhanis en avril 1481. Après sa mort les deux groupes s’opposent violemment jusqu’à la dislocation du sultanat.
Après 1518, le sultanat se démembre en cinq États, Ahmadnâgar, Bîjâpur, Bîdâr, Berâr et Golkonda, connus collectivement comme sultanats de Dekkan. Ils se font une guerre incessante, ce qui facilite leur intégration échelonnée au sein de l’Empire moghol.

## Les sultans bahmanides
- Ala-ud-din Hasan Bahman Shah
- Muhammad I
- Ala-ud-din Mujahid Shah
- Daud Shah I
- Muhammad II
- Ghiyas-ud-din Tahmatan Shah
- Shams-ud-din Daud Shah II
- Taj-ud-din Firoz Shah
- Shihab-ud-din Ahmad Shah I
- Ala-ud-din Ahmad Shah II
- Ala-ud-din Humayun Shah
- Nizam-ud-din Ahmad Shah III
- Shams-ud-din Muhammad Shah III
- Shihab-ud-din Mahmud

ne régnant que sur Bîdâr :
- Ahmad Shah IV
- Ala-ud-din Shah
- Wai-ullah Shah
- Kalim-ullah Shah

## Sources
- Louis Frédéric, Dictionnaire de la civilisation indienne, Robert Laffont, 1987, 1276 p. (ISBN 2-221-01258-5)
- http://www.indhistory.com/bahamani-dynasty.html
- Histoire du Monde, collectif sous la direction de Georges Jehel, éditions du temps p. 311-313